# Songcatcher
Pour plus de détails, voir Fiche technique et Distribution.
Songcatcher est un film américain réalisé par Maggie Greenwald et sorti en 2000.

## Synopsis
En 1907, le Dr. Lily Penleric, professeur de musicologie se voit refuser injustement une promotion. Elle décide d'aller visiter sa sœur Eleanor, qui est directrice d'une petite école rurale des Appalaches. Elle y découvre des ballades écossaises et irlandaises qui y ont été préservées. Elle apprend également qu'Eleanor entretient une liaison avec une institutrice.

## Fiche technique
- Titre : Songcatcher
- Réalisation : Maggie Greenwald
- Scénario : Maggie Greenwald
- Musique : David Mansfield
- Photographie : Enrique Chediak (en)
- Montage : Keith Reamer
- Production : Richard Miller et Ellen Rigas-Venetis
- Société de production : ErgoArts et Rigas Entertainment
- Pays :  États-Unis
- Genre : Drame et film musical
- Durée : 109 minutes
- Dates de sortie : 
  -  États-Unis : 27 juillet 2001

## Distribution
- Janet McTeer : Lily Penleric
- Michael Davis : Dean Arthur Pembroke
- Michael Goodwin : le professeur Wallace Aldrich
- Gregory Russell Cook : Fate Honeycutt
- Jane Adams : Elna Penleric
- E. Katherine Kerr : Harriet Tolliver
- Emmy Rossum : Deladis Slocumb
- Pat Carroll : Viney Butler
- Stephanie Roth Haberle : Alice Kincaid
- Aidan Quinn : Tom Bledsoe
- Bart Hansard : Hilliard
- Erin Blake Clanton : Polly
- David Patrick Kelly : Earl Giddens
- Kristin Hall : Isabel
- Michael Harding : Reese Kincaid
- Taj Mahal : Dexter Speaks
- Muse Watson : Parley Gentry
- Iris DeMent : Rose Gentry
- Rhoda Griffis : Clementine McFarland
- Steve Boles : Ambrose McFarland
- Taylor Hayes : Reverend Merriweather
- Josh Goforth : Will
- Andrea Powell : Josie Moore
- Danny Nelson : oncle Cratis
- David Ducey : le postier Johnson
- Steven Sutherland : Cyrus Whittle